# Línea Guayaquil–Durán
La línea Guayaquil–Durán es una línea de teleférico urbano que forma parte del sistema Aerovía de Guayaquil, en Ecuador. Conecta el centro de Guayaquil con el cantón vecino de Durán, cruzando el río Guayas mediante un recorrido aéreo de 4,1 kilómetros.
Fue inaugurada el 21 de diciembre de 2020, convirtiéndose en el primer sistema de transporte por cable urbano interprovincial del país. Complementa el sistema de transporte masivo de la ciudad junto con la Metrovía.

## Historia
El proyecto fue concebido como una alternativa de movilidad sostenible entre Guayaquil y Durán, ciudades separadas por el río Guayas. Su desarrollo fue impulsado por el Municipio de Guayaquil a través de la Autoridad de Tránsito Municipal (ATM), y adjudicado al consorcio franco-dominicano Poma–Sofratesa.[cita requerida]
La construcción comenzó en 2018 y tuvo un costo aproximado de 114 millones de dólares.[cita requerida]

## Características
La línea cuenta con un sistema aéreo bicable con cabinas monocuerpo de 10 plazas, suspendidas a lo largo de cinco estaciones. El tiempo promedio de viaje es de 17 minutos, y la frecuencia de paso es de 12 segundos en hora pico. La infraestructura permite una capacidad de hasta 40.000 pasajeros diarios.[cita requerida]

## Estaciones
La línea cuenta con cinco estaciones, tres ubicadas en Guayaquil y dos en Durán. A continuación se detallan:
| Estación              | Ubicación                                 | Conexiones                                   | Servicios                                               |
| --------------------- | ----------------------------------------- | -------------------------------------------- | ------------------------------------------------------- |
| Parque del Centenario | Av. Quito y 9 de Octubre, Guayaquil       | Metrovía (Troncal 2 - Plaza del Centenario ) | Cajero automático Baños Punto de información Enfermería |
| Julián Coronel        | Calle Julián Coronel y Av. Quito          | Ninguna                                      | Básicos                                                 |
| Técnica               | Junto al Hospital Luis Vernaza, Guayaquil | Ninguna                                      | Próxima a hospitales y clínicas                         |
| Cuatro Mosqueteros    | Av. Malecón Simón Bolívar y Calle Loja.   | Metrovía (Troncal 1 – Las Peñas)             | Cercana a puntos turísticos y peatonales                |
| Durán                 | Malecón de Durán                          | Ninguna                                      | Próxima al centro urbano de Durán                       |

## Operación
El sistema es operado por el consorcio Poma–Sofratesa, especializado en transporte por cable. La administración y mantenimiento se realizan bajo supervisión del Municipio de Guayaquil. La Aerovía está integrada tarifariamente con la Metrovía mediante el uso de tarjetas electrónicas comunes.[cita requerida]

## Impacto
Desde su entrada en operación, la línea ha sido reconocida por reducir el tiempo de traslado entre Guayaquil y Durán, así como por descongestionar los puentes vehiculares. También se ha destacado su bajo impacto ambiental y su utilidad en contextos de movilidad sostenible.[cita requerida]